# Otão II do Sacro Império Romano-Germânico
Otão II (955 – 7 de dezembro de 983), apelidado de "o Vermelho", foi o Imperador Romano-Germânico de 973 até sua morte, além de Rei da Itália a partir de 980 e Rei da Germânia começando em 961. Era filho do imperador Otão I e Adelaide da Itália.

## Início de vida
Otão recebeu uma boa educação sob os cuidados de seu tio, Bruno, arcebispo de Colônia, e seu meio-irmão ilegítimo, Guilherme, arcebispo de Mainz. Inicialmente co-reinou com seu pai, Otão I mas foi escolhido como o rei alemão em Worms em 961, sendo coroado na Catedral de Aachen em 26 de maio desse ano. Em 25 de dezembro de 967, Otão I foi coroado co-imperador em Roma pelo papa João XIII.
Casou-se com a princesa grega Teofânia Escleraina, sobrinha do imperador romano do oriente João I Tzimisces, no dia 14 de abril de 972. Depois de participar das campanhas de seu pai na Itália, voltou à Alemanha e tornou-se imperador único, sem qualquer oposição, após a morte de seu pai em maio de 973.
Otão II prosseguiu a política do seu pai no sentido de fortalecer o domínio imperial na Germânia, além de a estender de forma mais profunda na península Itálica.

## Germânia
Após suprimir uma rebelião na Lorena, surgiram dificuldades no sul da Alemanha, provavelmente devido a Otão ter recusado dar o Ducado da Suábia a Henrique II da Baviera. Em 974, a mãe de Henrique, Judite, iniciou uma conspiração contra o imperador, a qual incluiu Henrique, o bispo Abraão de Frisinga, duques da Boémia e Polônia, e vários membros do clero e da nobreza que estavam descontentes com a política do imperador. Entretanto, o plano foi descoberto e facilmente suprimido. No mesmo ano, as forças de Otão conseguiram acabar com uma tentativa de Haroldo I da Dinamarca de se liberar do jugo alemão; no entanto, sua expedição contra os Boêmios em 975 foi um fracasso parcial devido ao início de mais problemas na Baviera. No ano seguinte ele restabeleceu a ordem uma segunda vez na Lorena e forçou Henrique II a fugir de Ratisbona para a Boémia. A Baviera foi dada a seu parente Otão I da Baviera. Em 977, o rei realizou mais uma expedição à Boêmia, onde o rei Boleslau II prometeu voltar à sua aliança anterior. Miecislau I da Polónia também foi subjugado.
Após Otão acabar com uma tentativa de Henrique de recuperar a Baviera, o rei Lotário da França invadiu a Lorena com um exército de 20 000 homens e ocupou a capital Aquisgrano por cinco dias. Otão inicialmente fugiu para Colónia e então para a Saxónia. Sua mãe, de origem francesa, ficou do lado de Lotário e se mudou para a Borgonha. Em setembro de 978, com 30 000 homens, Otão retaliou invadindo a França. Encontrou pouca resistência, mas doença nas suas tropas o obrigou a levantar o cerco de Paris e na viagem de volta a retaguarda de seu exército foi destruída e a os bens que carregava tomado pelos franceses. Uma expedição contra os poloneses seguiu uma paz com a França: Lotário renunciou a Lorena em 980, e, em troca, Otão reconheceu os direitos do filho de Lotário, Luís V.

## Itália

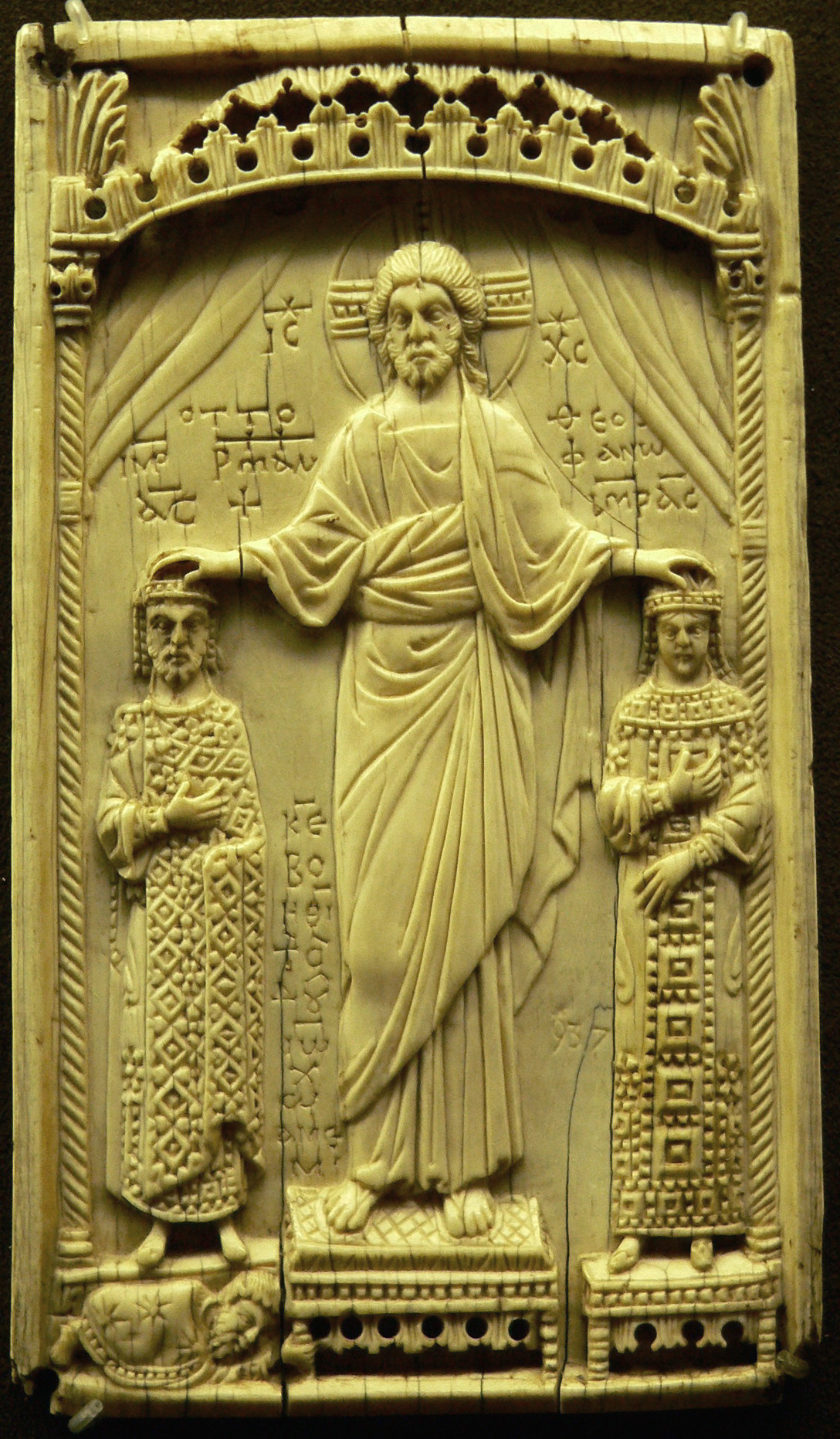
Otão II e Teofânia Escleraina
Placa bizantina de marfim
Museu de Cluny

Otão sentiu-se então livre para viajar para a Itália. O governo da Alemanha foi deixado nas mãos do arqui-chanceler Willigis e do duque Bernardo I da Saxónia. Ele foi acompanhado de sua esposa, seu filho, Otto da Baviera, dos bispos de Worms, Metz e Merseburgo e de vários outros condes e barões. Cruzando os alpes através do que hoje é a Suíça, ele se reconciliou com sua mãe em Pavia e celebrou o Natal de 980 em Ravena.
O papa Bento VI, eleito por seu seu pai Otão I, havia sido aprisionado pelos romanos no Castelo de Santo Ângelo, onde ele morreu em 974. Seu sucessor, Bonifácio VII fugiu para Constantinopla e o bispo de Sutri tornou-se papa como Bento VII. Precedido por Bento, Otão entrou cerimoniosamente em Roma na Páscoa de 981.
Otão teve nesta cidade uma corte esplêndida, frequentada por príncipes e nobres de todas as partes da Europa Ocidental. Requisitou-se então que ele punisse os ataques sarracenos na Itália e, acima de tudo, a política agressiva do emir siciliano Abu al-Qasim, cuja frota estava atacando a Apúlia e cujas tropas haviam invadido a Calábria. Em setembro de 981, Otão marchou para o sul da Itália. Inicialmente viu-se cercado dos conflitos entre os príncipes lombardos locais, que haviam dividido a área após a morte de Pandolfo. Otão fracassou no cerco de Manso I de Amalfi em Salerno, mas por fim obteve o reconhecimento de sua autoridade de todos os principados lombardos. Em janeiro de 982 as tropas alemãs marcharam em direção a Apúlia bizantina para anexar esta região ao Império Ocidental.
Quando Otão saiu de Taranto, ele teve uma grande derrota perto de Stilo em julho de 982 (na qual, entre outros, alcacim foi morto). Sem revelar sua identidade, o imperador escapou num navio grego até Rossano. Ele voltou a Roma em 12 de novembro de 982.
Numa dieta em Verona em junho de 983, em meio a diversos príncipes alemães e italianos, seu filho Otão III foi confirmado como rei da Alemanha. Ele então preparou-se para outra campanha contra os sarracenos. Ele também obteve um acordo com a República de Veneza, cujo auxílio era muito necessário após a derrota em Stilo. Indo para Roma, Otão conseguiu garantir a eleição de Pedro de Pávia como papa João XIV.
Quando notícias de um levante das tribos eslavas na fronteira oriental da Alemanha o alcançaram, ele morreu em seu palácio em Roma no dia 7 de dezembro de 983, vítima de uma epidemia de malária. Deixou o futuro imperador Otão III e três filhas. Foi enterrado no átrio da Basílica de São Pedro e, quando a igreja foi reconstruída, seus restos mortais foram movidos para a cripta, onde seu túmulo pode ser visto ainda hoje.
Otão, algumas vezes chamado de o "Vermelho", era um homem baixo, por natureza corajoso e impulsivo, e por treinamento um cavaleiro competente. Foi generoso com a igreja e ajudou no avanço da cristandade de várias formas.

## Família
Otão II teve apenas uma esposa conhecida. A 14 de abril de 972, Otão II casou-se com Teofânia, uma princesa bizantina da família Fokas que era prima do imperador bizantino João I Tzimiskes. Os dois tiveram pelo menos cinco filhos:
- Adelaide I, Abadessa de Quedlimburgo e Gandersheim, nascida em 973/974, morreu em 1045;
- Sofia I, abadessa de Gandersheim e Essen, nascida em outubro de 975, morreu em 1039.
- Matilde, nascida no verão de 978, morreu em 1025; que se casou com Ezzo, conde palatino de Lotaringia.
- Otão III, Imperador Romano-Germânico, nascido no final de junho/início de julho de 980.